# Big Love, Big Heartache

Big Love, Big Heartache (grand amour, grande peine) est une chanson romantique interprétée par Elvis Presley dans le film Roustabout (L'Homme à tout faire) et écrite par Dolores Fuller, Lee Morris et Sonny Hendrix. Enregistrée le 2 mars 1964 au studio Radio Recorders, à Hollywood, elle a paru sur la bande sonore du film le 20 octobre de la même année. La prise #17 a été choisie pour la bande maîtresse.